# از کی بپرسم
از کی بپرسم مسابقه چهارگزینه‌ای است که نخستین بار در سال ۱۳۸۸ با اجرای «ایرج نوذری» و در سری دوم، از سال ۱۳۹۱ با اجرای «فرهاد جم» از شبکه تهران پخش شده‌است.

## سری اول
سری اول مسابقه «از کی بپرسم»، در سال ۱۳۸۸ و با مشارکت «شرکت پست جمهوری اسلامی ایران» تهیه شد و به تعداد ۲۷ برنامه ۵۵ دقیقه‌ای، با اجرای ایرج نوذری و به صورت هفتگی، از شبکه تهران پخش شد.

## سری دوم
سری دوم مسابقه «از کی بپرسم»، از نوروز ۱۳۹۱ و با مشارکت «اداره کل استاندارد استان تهران» تهیه و به تعداد ۱۶ برنامه ۶۰ دقیقه‌ای، با اجرای فرهاد جم از شبکه تهران پخش می‌شود.

## خلاصه مسابقه
تعداد گروه‌ها: در ۱۲ برنامه مقدماتی، ۱۴ نفر شرکت‌کننده در داخل استودیو جهت پرسش و پاسخ حضور دارند و در ابتدای هر مسابقه شرکت کنندگان ۳۰ امتیاز مثبت و یک بسته ۱۰۰۰۰۰ امتیازی در اختیار دارند.
سئوالات تک گزینه‌ای: در این مرحله مجری از هر شرکت‌کننده به صورت دوسری ۱۴ تایی (از هر شرکت‌کننده ۲ سؤال) می‌پرسند در صورت پاسخ صحیح ۱۰ امتیاز کسب و در صورت جواب منفی ۱۰ امتیاز کسر می‌شود شرکت کنندگان می‌توانند یا از کارکنان اداره استاندارد باشند یا افراد عادی (ثبت نام شوندگان از طریق فراخوان شبکه تهران).
مرحله دوم (مرحله از کی بپرسم): در این بخش وارد بخش اصلی و جذاب مسابقه خواهیم شد، بدین ترتیب که شرکت کنندگانی که در مرحله اول به پاسخ مسابقه جواب مثبت داده شده باشند شانس بیشتری برای صعود به مرحله بعد را خواهند داشت، مجری ضمن اعلام نتایج مجدد مرحله مقدماتی و بخش اجرائی بخش از کی بپرسم را با شروع سؤال از اولین شرکت کننده‌ای که دارای بیشترین امتیاز می‌باشد اغاز می‌کند و شرکت کنندگان در صورت پاسخ می‌توانند اعلام نمایند یا از خودشان بپرسند یا اینکه برای خارج کردن رقبا از شرکت کنندگان دیگر بپرسند که در پایان این مرحله و پس از پایان ۴۰ سؤال شرکت کننده‌ای که بیشترین امتیاز را کسب نموده علاوه بر اینکه مبلغ ۱۵۰۰۰۰۰ جایزه نقدی را کسب نموده به مرحله سوم و هیجانی مسابقه یعنی جعبع‌های تقسیم راه میباد.
مرحله آخر (جعبه‌های تقسیم): در این مرحله شرکت‌کننده راه یافته به این بخش ضمن داشتن ۱۵۰۰۰۰۰ تومان جایزه نقدی در پای صندوق‌های تقسیم ۴ گزینه‌ای ایستاده و در صورت پاسخ به ۵ سؤال اطلاعات عمومی، علمی، ورزشی، فرهنگی و هنری موفق به کسب مبلغ مذکور می‌باشند.
مسابقه دارای ۱۴ مرحله مقدماتی (شامل ۷ گروه خانم‌ها و ۷ گروه آقایان) است که از هر مرحله مقدماتی ۱ نفر برتر به مرحله نیمه نهائی راه پیدا خواهند نمود.
مرحله نیمه نهائی در ۱ گروه ۱۴ نفره با حضور برگزیدگان مراحل مقدماتی (۷ نفر آقا و ۷ نفر خانم) ادامه پیدا کرده که ۴۲ نفر از آقایان و ۲ نفر از خانم‌ها با بالاترین امتیاز به فینال فینالیست‌ها را پیدا خواهند نمود.
در مرحله فینال فینالیست‌ها از هر شرکت‌کننده ۲ سؤال تک گزینه‌ای و در مرحله «از کی بپرسم» کلاً ۲۰ سؤال ۴ گزینه‌ای پرسیده می‌شود و در مرحله آخر هرکدام پای صندوق‌های تقسیم آمده و برنده فینالیست مسابقه مشخص خواهد شد.
در این دوره از مسابقات شبکه تهران بالغ بر ۱۵ میلیون تومان جایزه نقدی به برندگان مسابقه اهداء نمود.

## مجریان
- ایرج نوذری (۱۳۸۸)
- فرهاد جم (۱۳۹۱)